# Brome and Oakley
Brome and Oakley – civil parish w Anglii, w hrabstwie Suffolk, w dystrykcie Mid Suffolk. Leży 33 km na północ od miasta Ipswich i 129 km na północny wschód od Londynu. W 2001 miejscowość liczyła 432 mieszkańców.